# Траванка (Оливейра-де-Аземейш)
Траванка (порт. Travanca) — район (фрегезия) в Португалии, входит в округ Авейру. Является составной частью муниципалитета Оливейра-де-Аземейш. Находится в составе крупной городской агломерации Большое Авейру. По старому административному делению входил в провинцию Бейра-Литорал. Входит в экономико-статистический субрегион Энтре-Доуру-и-Воуга, который входит в Северный регион. Население составляет 1778 человек. Занимает площадь 4,55 км².
Покровителем района считается Мартин Турский (порт. S. Martinho).